# Шарл Гуно
Шарл Франсоа Гуно (фр. Charles-François Gounod; Париз, 17. јул 1818 — Сен Клу, код Париза, 17. октобар 1893) био је француски композитор. Потекао је из уметничке породице. Рано је испољио љубав према музици. На Конзерваторијум у Паризу уписао се 1836. године. Учитељи су му били Ж. Ф. Алеви и Ф. Паер. Кантатом Фернанд. 1839. осваја награду Prix de Rome и право на трогодишњи боравак у Италији. Време проведено у Риму користи за проучавање дела Палестрине, Белинија и Доницетија. После повратка у домовину постаје оргуљаш и диригент црквеног хора „Société missions étrangères“ и наставља са композиторским радом који је започео у Италији. Следећи реформаторску идеју Глука, одриче се конвенционалности и ствара нераскидиву везу између текста и музике, дајући музици не само улогу тумача сложених психолошких стања него и коментатора сценских збивања. Пуну афирмацију доживео је тек опером Фауст (1859), делом које се налази на средини између велике и комичне опере. Његов извор надахнућа је редовно љубав, чиста и несебична, па је то и у Фаусту, писаном према истоименом Гетеовом делу. Последњих година живота потпуно се посветио компоновању црквене музике. Написао је 12 опера, 2 симфоније, 7 клавирских и већи број вокалних композиција, световних и црквених, као и 17 миса, ораторијума и реквијема. Важнија су му дела: опере Фауст, Сафо, Краљица од Сабе, Ромео и Јулија, Крвава опатица, Силом лекар, Голубица, Заморин данак; ораторијумске трилогије Искушење, Смрт и живот; ораторијум Тобија; кантате Фернанд и На граници; Te Deum за два хора (10-огласно), 2 Stabat mater и др. Један је од првих лирика француске опере XIX века, односно први од њених значајнијих представника.